# Nivnička
Die Nivnička, am Oberlauf auch Bystřička, ist ein linker Nebenfluss der Olšava in Tschechien.

## Geographie
Die Nivnička entspringt am westlichen Abhang des Vysoký vrch (692 m) unterhalb der Feriensiedlung Troják in den Weißen Karpaten. Sie fließt zunächst nach Nordwesten durch Bystřice pod Lopeníkem, von wo sie ihren Lauf nach Westen nimmt. Entlang des Baches liegen die Ortschaften Podhorský Mlýn, Suchá Loz, Volenov, Čupák und Nivnice. Dort wendet sich die Nivnička in nördliche Richtung und fließt an Nivnický Dvůr vorbei. Anschließend mündet sie gegenüber von Uherský Brod in die Olšava.
Die Nivnička hat eine Länge von 20,2 km, ihr Einzugsgebiet beträgt 82,3 km².
Oberhalb von Suchá Loz wird die Nivnička im Stausee Ordějov gestaut.

## Zuflüsse
- Pivný potok (r), Bystřice pod Lopeníkem
- Vavříkovský potok (l), Podhorský Mlýn
- Zášinský potok (l), oberhalb Suchá Loz
- Podlučanský potok (l), Suchá Loz
- Hradecký járek (l), Čupák
- Lubná (l), Čupák
- Korytnice (l), oberhalb Nivnice
- Lipinský potok (l), Nivnice